# 等叶花葶乌头
等叶花葶乌头（学名：Aconitum scaposum var. hupehanum）为毛茛科乌头属下的一个变种。

## 扩展阅读
- 維基物種上的相關：等叶花葶乌头